# Technische analyse

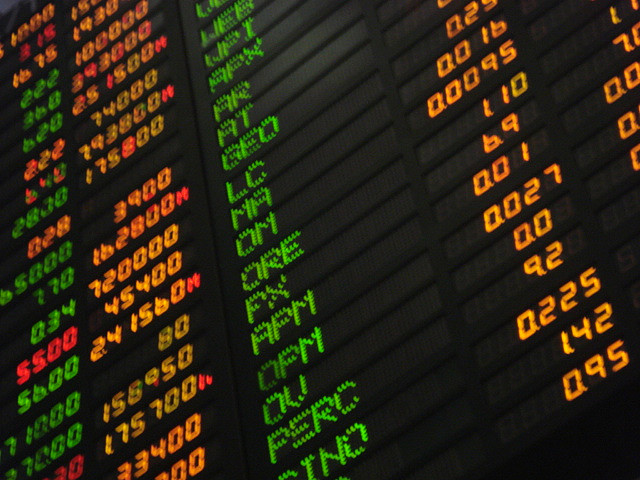
Beursscherm

Technische analyse is het bestuderen van grafieken van historische reeksen aandelenkoersen in combinatie met historische informatie uit de markt (zoals prijs en omzet) om uitspraken te doen over toekomstige koersen in de effectenmarkt. De technische analyse bemoeit zich niet met de financiële gegevens en achtergronden van bedrijven, dat is het terrein van de fundamentele analyse.
Technische analyse wordt veel gebruikt in de beurshandel in een poging om de toekomstige waarde van aandelen op korte termijn te voorspellen, zowel door professionele als niet-professionele handelaren. Wetenschappers staan vaak sceptisch tegenover technische analyse. Zij volgen de hypothese van de efficiënte markt (EMH): in de aandelenkoersen is alle bekende relevante informatie direct verwerkt. Het heeft in hun ogen dan ook geen nut om informatie over historische koersen te verzamelen om toekomstige koersen te voorspellen, de markt heeft deze informatie al in de prijzen verwerkt. Omdat technische analyse toch wordt toegepast, kan het theoretisch werken als selffulfilling prophecy. Als volgens technische analyse gekocht moet worden, wordt dat dus ook gedaan, neemt de vraag toe en stijgt de prijs. 
Wetenschappelijk bewijs voor een efficiënte markt lijkt vaak aangetoond door middel van het wetenschappelijke CAPM model, dat gebaseerd is op de Moderne portefeuilletheorie. Toch zijn er ook marktbewegingen die moeilijk te verklaren zijn vanuit de EMH, zoals de stelselmatig hogere koersrendementen in de maand januari.
De technische analyse ontkent de transparantie van de aandelenhandel. Een technisch analist gaat ervan uit dat de handelaren op de markt niet handelen aan de hand van alle beschikbare informatie. Er wordt dan vaak gedacht dat de markt langzaam alle beschikbare informatie verwerkt, in tegenstelling tot de EMH, die juist uitgaat van een directe verwerking van alle beschikbare informatie in de marktprijzen. De reden hiervoor zou bijvoorbeeld kunnen zijn dat niet alle informatie beschikbaar is voor grote groepen beleggers of omdat beleggers zich laten leiden door emoties. De technisch analyse probeert daarom het gedrag van beleggers te voorspellen door te kijken naar marktbewegingen in het verleden en deze door te trekken naar de toekomst.
In de technische analyse zijn grofweg twee hoofdstromingen te onderscheiden:
- Visuele analyse, waarbij men kijkt naar trends en koerspatronen
- Kwantitatieve analyse, waarin men gebruik maakt van indicatoren en handelssystemen.

## Chart-analyse
In deze vorm van technische analyse kijkt men naar prijstrends, en geeft namen aan de patronen die men tegenkomt, naargelang de vorm die de tijd-prijs grafiek of ook nog eenvoudigweg de koersgrafiek heeft: vlag, driehoek, hoofd-en-schouders. Zich baserend op het voorkomen van dit soort patronen probeert men de meest waarschijnlijke richting van de markt te voorspellen. 
Ook de XO-grafiek of Point and Figure Chart valt onder visuele analyse
Voorbeelden:
- Een technisch analist spreekt van een weerstand, als de markt al een paar keer naar boven bijna tegen een bepaalde waarde is gestoten zonder er naar boven 'doorheen te breken'. De achterliggende hypothese bij zo'n weerstand is dat blijkbaar enkele handelaren automatisch gaan verkopen op het moment dat die waarde wordt bereikt (winstnemingen). Pas als de weerstand is gebroken (die handelaren hebben geen aandelen meer), kan de prijs van het aandeel verder omhoog.
- Een technisch analist spreekt van een steun wanneer de markt al een paar keer naar beneden bijna tegen een bepaalde waarde is gestoten zonder er naar beneden doorheen te breken. De achterliggende hypothese is dat er blijkbaar handelaren zijn die op dat niveau meer aandelen kopen, omdat ze ervan overtuigd zijn dat het aandeel meer waard is. Pas als de steun is gebroken (die handelaren hebben geen geld meer), kan de prijs van het aandeel verder omlaag.
- De waarden tussen een steun en een weerstand wordt de bandbreedte genoemd.
- Als een steun wordt gebroken, zal het daarna moeilijk zijn terug te komen boven die waarde; de steun is een weerstand geworden. Zo ook andersom. Vaak keert de koers nog wel terug tot het eerdere uitbraakniveau. Dit wordt de pull back genoemd. Feitelijk krijgen beleggers vaak een tweede kans om in of uit te stappen.

## Kwantitatieve analyse
In de kwantitatieve analyse maakt men gebruik van indicatoren. Dat zijn formules die worden toegepast op de koersgegevens, en waarvan de uitkomsten aan- en verkoopsignalen geven. Als er veel koersdata aanwezig zijn, kan met behulp van backtesten en forward testen de signalen die de indicator geeft, testen, en zodoende nagaan wat voor resultaat de indicator zou hebben opgeleverd.
Wanneer er meerdere indicatoren worden gecombineerd, kan men spreken van een handelssysteem. Pas wanneer het systeem volledig is getest en de belegger precies weet waar hij aan toe is, wordt het systeem ingezet.
Het is belangrijk om blindelings op een handelssysteem te vertrouwen, omdat alle aan- en verkoopsignalen gevolgd moeten worden, ook als men geen goed gevoel heeft bij de transactie. Ook als het systeem een aantal keren achter elkaar verlies oplevert, moet het volgende signaal gevolgd worden, omdat het systeem alleen op langere termijn betrouwbare resultaten levert.
Er zijn tientallen indicatoren die worden gebruikt in de Technische Analyse; hieronder kunt u er een aantal vinden:
- RSI of Relatieve Sterkte Index
- DMI of Directional Movement Indicator
- ROC of Rate of Change of Momentum
- MACD of Moving Average Convergence Divergence
- CCI of Commodity Channel Index
- OBV of Balans Volume Indicator
- PVT of Price Volume Trend
- PVI of Positieve Volume Indicator[3]
- NVI of Negatieve Volume Indicator[4]
- MFI of Money Flow Index
- Stochastic Oscillator
- TRIX indicator
- Voortschrijdend Gemiddelde of Moving Average
- MSL indicator
- Bollinger Bands
- Donchian Channels
- Monest Channels[5]
- Relatieve Sterkte